# ベイズ・ビジネス・スクール
ベイズ・ビジネス・スクール（Bayes Business School）は、ロンドン大学シティ校のビジネススクールである。
特に経営学修士（MBA）課程、保険、アクチュアリー、海運、航空、不動産、ファイナンス等の分野における教育に関してイギリスを代表する教育機関として知られる。
ロンドンの商業の中心地シティ・オブ・ロンドンにおける高等教育機関としての伝統を汲み、現在でも金融街シティにキャンパスを置く。そのような立地上の利点等から、多くのビジネスマンも在学している。
本スクールの卒業生は、卒業してから5年の給料の平均が英国のどの大学の卒業生よりも高いとされている。

## 沿革
- 1851年、ロンドンにてNorthampton Institute創立。
- 1966年、勅許にて大学指定を受け、シティ大学（The City University）として改組され、商学部としてシティ・ビジネス・スクール（City Business School） を開設、翌年より経営管理科学の修士課程を開講。
- 1979年、経営管理科学の修士課程を経営学修士（MBA）課程へ改組。現在、イギリスにおけるもっとも古いMBA課程の一つとなっている。

- 2001年、デイヴィッド・アンソニー・カレー卿（David Anthony Currie）が学部長へ就任、米国の大学が支配する市場で国際的なビジネススクール市場として競争するための戦略を策定。これに基づいた各種改革に取り組み、様々なランキングで世界上位に名を連ねるビジネススクールとなる礎となった。
- 2002年8月、サー・ジョン・キャス財団から寄付を受け、シティ・オブ・ロンドンの主に住宅地であるバービカン・センター地域全体に広がっていたが、学校はイズリントンの新しい施設に移転。新しい建物のための £4000 万の資金の半分は、シティ大学の準備金より拠出。これに伴い、ジョン・キャスにちなみ、名称をキャス・ビジネス・スクール（通称：Cass Business School、正式名称: Sir John Cass Business School）へ改称。
- 2006年5月、英国MBA協会（Association of MBAs、AMBA）の認定を受ける。[2]
- 2007年9月、ドバイ国際金融センター（DIFC）と共同でEMBAプログラムを設立
- 2009年11月、欧州品質改善システム（EFMD Quality Improvement System、EQUIS）より認定を受ける。[3]
- 2010年7月、米国Association to Advance Collegiate Schools of Business （AACSB）より認定を受け、AMBA・EQUISと併せてトリプル・アクレディテーションを冠する。[4]
- 2021年9月、ジョン・キャスの奴隷制との関わりが問題視されたことにより、18世紀のシティ・オブ・ロンドンの統計学者・数学者であるトーマス・ベイズに因んでベイズ・ビジネス・スクール（Bayes Business School）と改称。

## 開講プログラム

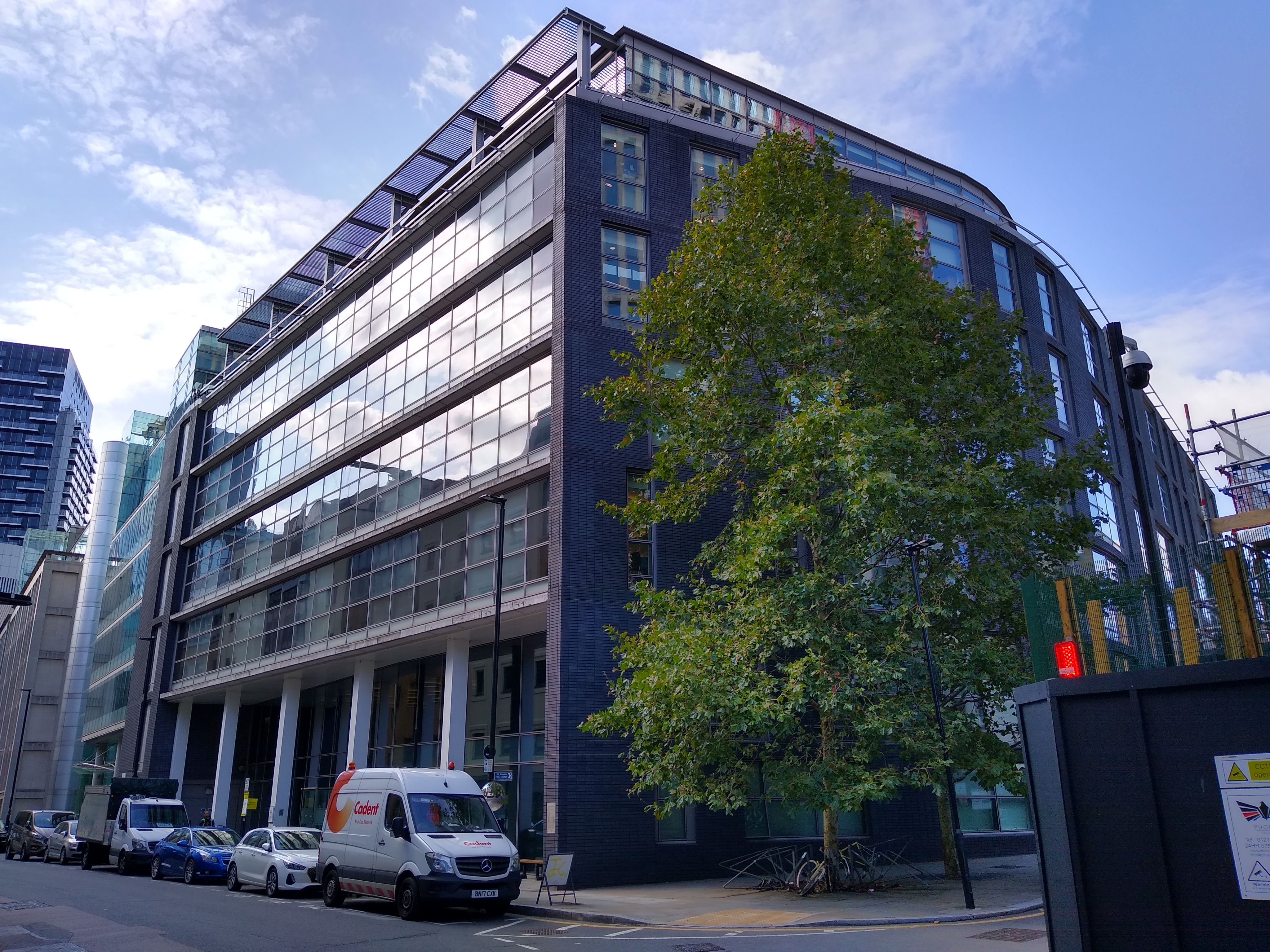
イズリントンにあるキャンパス

経営学修士（Master of Business Administration、MBA）課程のほか、学部（Undergraduate）・修士課程（MSc）・博士課程（PhD）では、保険およびリスク管理、投資管理、コーポレートファイナンス、国際金融、貿易、マーケティング、サプライチェーン、エネルギー、財務、数学取引、不動産投資、国際会計・ファイナンス等を開講している。
経営学修士（MBA）課程は、以下の形態にて開講する。
- フルタイムMBA（本校キャンパスにてフルタイム開講、標準在学期間12カ月）
- エグゼクティブMBA夜間（本校キャンパスにて週末集中型開講、標準在学期間24カ月）
- エグゼクティブMBAモジュラー（本校キャンパスにて週末集中型開講、標準在学期間24カ月）
- エグゼクティブMBAドバイ（ドバイ国際金融センター（DIFC）と共同開講、標準在学期間20カ月）
- グローバルMBA（本校およびリモートのハイブリッド形式、標準在学期間24カ月）

## 評価
本校は2023年1月時点で世界で118機関に限られる  AMBA、EQUIS、AACSBの3機関によって認定されている（トリプル・アクレディテーション）経営大学院である。
ロンドンにおけるビジネススクールとしては、ロンドンビジネススクール（LBS）に次ぐ2位、もしくはインペリアルカレッジビジネススクール（ICBS）に次ぐ3位、英国においては上記の3校とオックスフォード大学サイードビジネススクール、ケンブリッジ大学ジャッジビジネススクールを合わせた5位以内と認知されている。
- Financial Timesによるランキング
  - ロンドン3位、イギリス6位、ヨーロッパ26位（2016年Financial Times欧州ビジネススクールランキング）
  - ロンドン2位、世界37位（2017年Financial Timesビジネススクールランキング）
  - MSc Finance イギリス6位、世界20位
  - MSc Insurance and Risk Management イギリス1位、世界12位

- その他MBAランキング
  - ロンドン3位、イギリス10位、ヨーロッパ27位、(QS Global MBA Rankings 2022[5])
  - イギリス5位、ヨーロッパ13位、世界37位（Financial TimesグローバルMBAランキング2017）
  - ロンドン2位、イギリス5位、ヨーロッパ13位（エコノミスト：MBAランキング2016）
  - 管理職向けEMBAは世界31位（Financial Times Executive MBA Ranking 2016）

## 主な出身者
- ウィリアム・キャステル（Peter Cullum） - ウエルカム・トラスト会長、ゼネラル・エレクトリック社およびBP社の取締役、アメーシャム・ピーエルシー（Amersham plc）社の元CEO
- ピーター・カラム（Peter Cullum） - イギリスの保険実業家、Economic InsuranceをMBO、Hiscox取締役。
- ステリオス・ハジ・イオアノウ（Sir Stelios Haji-Ioannou） - easyGroup創設者
- トム・イルベ（Tom Ilube） - 慈善家、工学者、物理学者
- ボブ・ケリー - バンク・オブ・ニューヨーク・メロンCEO、メロン・フィナンシャル・コーポレーションCEO、ワコビア・コーポレーションCEO
- ムフタール・ケント（Muhtar Kent） - ザ・コカ・コーラ・カンパニー元CEO
- 劉明康 - 中国銀行業監督管理委員会元委員長
- バリー・ペッツマン（Barrie Pettman）、ボンビー男爵、エメラルド・グループ出版共同設立者・名誉会長、バーク・ピアレッジ名誉総裁[6][7]
- Syed Ali Raza - パキスタン国立銀行総裁、同行会長
- Set Aung - 政治家、経済学者、経営コンサルタント、現ミャンマー計画・財務副大臣
- Martin Wheatley - イギリス金融行動監視機構元最高経営責任者
- Jeff Wooller - イギリスの会計士
- Tobias Ellwood – Conservative Member of Parliament and Chair of the Defence Select Committee
- Stelios Haji-Ioannou – founder of easyGroup
- Muhtar Kent – CEO of The Coca-Cola Company; former president and COO of Coca-Cola International and Executive Vice President of The Coca-Cola Company
- Jonathan Kestenbaum, Baron Kestenbaum (born 1959) - chief operating officer of investment trust RIT Capital Partners, and a Labour member of the House of Lords
- Liu Mingkang – former Chairman of the China Banking Regulatory Commission[8]
- Ruth Yeoh – Malaysian environmentalist and businesswoman
- Jay Shetty – Internet Personality and Motivational Speaker
- Evan Edinger – American-born YouTuber based in London, England[9]
- Jihan Abass – Kenyan entrepreneur, business woman, CEO and founder of Lami Insurance Technology and Griffin Insurance